# Звіняж
Звіняж (пол. Zwiniarz, нім. Schweinichen) — село в Польщі, у гміні Ґродзічно Новомейського повіту Вармінсько-Мазурського воєводства.
Населення — 277 осіб (2011).
У 1975-1998 роках село належало до Торунського воєводства.

## Демографія
Демографічна структура станом на 31 березня 2011 року:
|          | Загалом | Допрацездатний вік | Працездатний вік | Постпрацездатний вік |
| -------- | ------- | ------------------ | ---------------- | -------------------- |
| Чоловіки | 131     | 37                 | 82               | 12                   |
| Жінки    | 146     | 34                 | 76               | 36                   |
| Разом    | 277     | 71                 | 158              | 48                   |